# Gonomyia quaesita
Gonomyia quaesita är en tvåvingeart som beskrevs av Alexander 1938. Gonomyia quaesita ingår i släktet Gonomyia och familjen småharkrankar. Inga underarter finns listade i Catalogue of Life.